# Wyspy Purpurowe
Wyspy Purpurowe (arab. Dżazair as-Suwajra, fr. Îles Purpuraires) – grupa małych wysepek na Oceanie Atlantyckim u zachodnich wybrzeży Maroka, naprzeciw miasta As-Sawira. Najstarsze ślady bytności człowieka na tym terenie pochodzą z neolitu. Badania archeologiczne dowiodły, że ówcześni mieszkańcy trudnili się tu rybołówstwem. W starożytności wyspy zamieszkane były przez Fenicjan, głównie dla pozyskiwania zasobów morskich oraz jako fort obronny. Rzymianie, którzy zajęli tereny zachodniego Maroka w II wieku p.n.e, pozyskiwali tu czerwony barwnik z morskich organizmów.
Największa z wysp to Dżazirat Mukadur.